# Togrul Beg

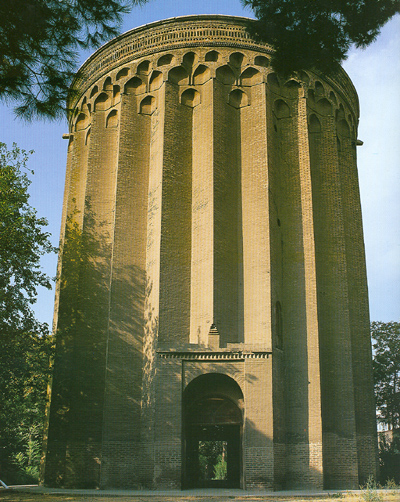
Toghrultornet i Ray

Togrul Beg, även kallad Togrül eller Toğrül, född cirka 990, död 4 september 1063 i Persien, var den andre härskaren i den turkiska Seldjukdynastin.
Togrul Beg härstammar från Oghuz stammen Kynyk. Han är son till Mikail, grundaren av Seljukdynastin och sonson till Seldjuk beg.

## Tidigt liv
Togrul beg föddes omkring 993 i de centralasiatiska stäpperna där nomadiska Oghuzturkar sökte efter betesmarker för sina boskap. Efter sin far Mikails död uppfostrades Togrul och hans bror Chagri beg enligt uppgift av sin farfar Seldjuk beg i Jand. Enligt vad som tydligen har rapporterats konverterade Seldjuk beg till islam, åtminstone nominellt, under denna period. Under de följande decennierna anställdes Seljukerna som legosoldater av de stridande fraktionerna Transoxanien och Khwarezm. Som ersättning fick de betesmark för sina boskap.
Togrul beg och andra seldjuker tjänade karakhaniderna i Buchara under 1020-talet. År 1026 drevs karakhaniderna ut ur Bukhara av Ghaznavid sultan Mahmud av Ghazni. Arslan Yabgu, son till Seldjuk beg, bosatte sig nära Sarakhs efter att ha flytt undan faran. Han bad Mahmud om tillåtelse att bosätta sig i området i utbyte mot militär hjälp, men Mahmud lät sätta Arslan Yabgu i fängelse där han avled kort därefter. Trots att det fanns dispyter mellan dem mellan 1029 och 1032, förblev Togrul och Chaghri lojala mot Karahanider. De kämpade tillsammans med Karahaniderna i slaget vid Dabusiyya. Efter härskaren över karahanider, Ali Tegins död ändrade Seldjukerna sin lojalitet till härskaren över Khwarazm, Harun. Men de blev tillbakasatta av Oghuz-härskaren Shah Malik år 1035.   Seljukerna gick sedan till samma plats som Arslan Yabgu och bad Mahmuds son, Masud av Ghazni, om asyl. Masud ansåg dock att nomadturkarna var farliga och skickade en armé under sin överbefälhavare Begtoghdi. Seljukerna besegrade snabbt armén och tvingade Masud av Ghazni att överlämna Nasa, Farava och Dihistan i utbyte mot att Seljukerna erkänner Ghaznavids auktoritet och skyddar regionen från andra turkiska stammar. År 1037 tvingade Seljukerna Ghaznaviderna att avstå Sarakhs, Abivard och Merv till dem. Seljukerna började sedan sakta underkuva städerna i Khorasan och när de intog Neyshabur utropade Togrul sig till Sultan av Khorasan.

## Regeringstid
Efter att ha återvänt till Khorasan utvisade Masud av Ghazni seljukerna från Herat och Neyshabur. Därefter marscherade han mot Merv för att helt ta bort Seldjukhotet från Khorasan. Hans armé omfattade 50 000 man och 12 till 60 stridselefanter. 
Slaget vid Dandanaqan utspelade sig nära Merv där Masuds armé besegrades av en mycket mindre armé under ledning av Togrul beg, hans bror Chaghri beg och Kakuyid-prinsen Faramurz. Därmed förlorade Masud av Ghazni permanent kontrollen över hela Västra Khorasan. Denna seger markerade grundandet av Seldjukiska imperiet  som nu snabbt expanderade västerut. 
Togrul beg förordnade efteråt Chagri beg som guvernör i Khorasan och förhindrade Ghaznavidernas försök att återerövra området. Därefter fortsatte han med erövringen av den iranska platån från 1040 till 1044. Mellan åren 1041 och 1042 erövrade Togrul Mazandaran och Gurgan och utsåg en viss Mardavij ibn Bishui till guvernör i regionen. År 1042 och 1043 erövrade han städerna Rayy och Qazvin och samtidigt erkändes hans överhöghet av Justanid-härskaren i Deylam.

## Död
Sultan Togrul avled den 4 oktober 1063 i Rayy, vid en ålder av sjuttio år. Eftersom han inte hade några barn hade han nominerat sin spädbarnsbrorson Sulayman, som var son till Chaghri Beg, som sin efterträdare. Visiren al-Kunduri stöttade detta val och kan ha varit den som föreslog det för att kraftigt utöka sin auktoritet som regent för barnet. Efter Chaghri Begs död 1059 ifrågasattes arvföljden av hans mer kompetenta och äldre son, Alp Arslan, som under en tid hade styrt Khorasan. Alp Arslan hävdade snabbt sin auktoritet över hela imperiet och blev den första sultanen av Seljukdynastin som regerade över hela området av imperiet.